# Día Internacional de la Madre Tierra
El Día de la Tierra, oficialmente Día Internacional de la Madre Tierra, es un día celebrado en muchos países el 22 de abril de cada año. Su promotor, el senador estadounidense Gaylord Nelson, proclamó este día para crear una conciencia común a los problemas de la sobrepoblación, la contaminación, la conservación de la biodiversidad, el calentamiento global y otras preocupaciones ambientales para proteger la Tierra. Es un día para rendir homenaje y reconocer a la Tierra como nuestro hogar, así como lo han expresado distintas culturas a lo largo de la historia, demostrando la interdependencia entre sus muchos ecosistemas y los seres vivos que la habitamos.

## Historia
En 1968, Morton Hilbert y el U.S. Public Health Service ( de Salud Pública de EE. UU.), organizaron el Simposio de Ecología Humana, se realiza una conferencia por los nombrados anteriormente para una asamblea o conferencia medioambiental para que estudiantes escucharan a científicos hablar sobre los efectos del deterioro ambiental en la salud humana. Este fue el primer antecedente del Día de la Tierra. Durante los siguientes dos años, Hilbert y sus estudiantes trabajaron para planear el primer Día de la Tierra.
Surgieron otros esfuerzos como Survival Project (Proyecto para la Supervivencia), uno de los primeros eventos educacionales de conciencia ambiental, que fue llevado a cabo en la Universidad Northwestern el 23 de enero de 1970. Este fue el primero de varios eventos realizados en campus universitarios por todo Estados Unidos.  Otro fundador fue Ira Einhorn. Así mismo, Ralph Nader empezó a hablar acerca de la importancia de la ecología en 1970.
La primera manifestación tuvo lugar el 22 de abril de 1970, promovida por el senador y activista ambiental Gaylord Nelson, para la creación de una agencia ambiental. En esta convocatoria participaron dos mil universidades, diez mil escuelas (primarias y secundarias) y centenares de comunidades. La presión social tuvo sus logros y el gobierno de los Estados Unidos creó la Environmental Protection Agency (Agencia de Protección Ambiental) y una serie de leyes destinadas a la protección del medio ambiente.
En 1972 se celebró la primera conferencia internacional sobre el medio ambiente. La Cumbre de la Tierra de Estocolmo cuyo objetivo fue sensibilizar a los líderes mundiales sobre la magnitud de los problemas ambientales.

## Origen del término
De acuerdo con Gaylord Nelson, el término “Día de la Tierra”, era “un nombre obvio y lógico”, sugerido por “ciertas personas” en el otoño de 1969, incluido, afirma, “un amigo mío que había estado en el campo de las relaciones públicas y un ejecutivo de publicidad de New York”, Julian Koenig, quien había estado en el comité organizador de Nelson en 1969. La idea se le ocurrió a Koeing por la coincidencia entre su cumpleaños y el día escogido, el 22 de abril; en inglés, Earth Day (Día de la Tierra) rima con birthday (cumpleaños), la conexión parecía natural. Otros nombres circularon durante las preparaciones –el mismo Nelson continuó llamándolo National Environment Teach-In (Encuentro Nacional del Medio Ambiente), pero el coordinador nacional, Denis Hayes, usó el término Día de la Tierra en sus comunicados y la cobertura de prensa del evento fue prácticamente unánime en el uso del término Día de la Tierra, así que el nombre se quedó.

## Importancia del 22 de abril
Gaylord Nelson escogió la fecha de tal manera que se maximizara la participación en las universidades, ya que lo consideraba un encuentro entre maestros y alumnos. Determinó que la semana del 19 al 26 de abril era la mejor apuesta, ya que esta no coincidía con los exámenes o las vacaciones de primavera. Más aún, esta fecha no tenía ningún conflicto con celebraciones religiosas como la Pascua o el Pésaj, y era suficientemente tarde en la primavera (del hemisferio norte) como para tener un clima decente. Más estudiantes preferirían estar en clase y habría menos competencia con otros eventos de media semana –así que eligió el miércoles 22 de abril. El día también coincidió con el aniversario del natalicio de John Muir, notable conservacionista.
Sin el conocimiento de Nelson, el 22 de abril de 1970 fue, por coincidencia, el centésimo aniversario del natalicio de Lenin, cuando se trasladó al calendario gregoriano, el cual fue adoptado por los rusos hasta 1918. La revista Time reportó que muchos no pensaron que la fecha fuera una coincidencia, sino una pista de que el evento fue un “engaño comunista”, y citaron a un miembro de Daughters of the American Revolution, diciendo: “elementos subversivos planean hacer que los niños americanos vivan en un ambiente que sea bueno para ellos”. John Edgar Hoover, director del Buró Federal de Investigaciones, pudo haber creado la intriga de la conexión con Lenin, ya que se presumía que el FBI llevaba a cabo tareas de vigilancia en las manifestaciones de 1970. La idea de que la fecha fuera escogida para celebrar el centenario de Lenin, aún persiste en algunos sectores.

## Controversia con otras celebraciones

### Día Mundial de la Naturaleza

#### Antecedentes
El 26 de diciembre de 2013, la Asamblea General de la ONU, en su 68.º periodo de sesiones, decidió proclamar el 3 de marzo como el Día Mundial de la Naturaleza, con el objetivo de concientizar acerca del valor de la fauna y la flora salvajes. La fecha elegida marca el aniversario de la aprobación en 1973 de la Convención sobre el Comercio Internacional de Especies Amenazadas de Fauna y Flora Silvestres (CITES, en sus siglas en inglés), la cual juega un destacado papel en la protección de las especies frente al comercio internacional.
Previamente, el 3 de marzo había sido designado como Día Mundial de la Naturaleza en una resolución de la Conferencia de las Partes en la CITES, en su 16.ª reunión celebrada en Bangkok del 3 al 14 de marzo de 2013. La resolución, copatrocinada por el Reino Unido y Tailandia, informaba de las conclusiones de la reunión a la Asamblea General de la ONU.

#### Observaciones
La ONU adopta dicha celebración para reafirmar la importancia de la flora y fauna mundial. Está centrada en la conservación de la naturaleza, así como en la reiteración de su valor social y contribución al medio ambiente y que ninguna especie sea explotada al punto del peligro de extinción.
La celebración del Día de la Tierra es más global, ya que su preocupación responde a los intereses del planeta.

### Día del equinoccio
El Día Equinoccial de la Tierra es celebrado en el equinoccio de marzo, que ocurre alrededor del día 20, para señalar el momento exacto de la primavera astronómica en el Hemisferio Norte, y el otoño astronómico en el Hemisferio Sur. Un equinoccio es, en astronomía, el punto en el tiempo (no un día entero) en que el Sol está directamente sobre el ecuador terrestre. Sucede alrededor del 20 de marzo y 23 de septiembre de cada año. En la mayoría de las culturas, los equinoccios y solsticios marcan el principio o fin de las estaciones del año.
Existe una controversia respecto a quién usó por primera vez el término Día de la Tierra. En 1969, John McConnell presentó ante la UNESCO, en la Conferencia sobre el Medio Ambiente, la idea de una celebración mundial llamada Día de la Tierra, y afirma: “el primer día de primavera es el momento del equinoccio donde el sol cruza el celestial ecuador causando que el día y la noche duren lo mismo –llevando al planeta a un estado de equilibrio. Este es el verdadero Día de la Tierra, no porque yo lo haya seleccionado, sino porque este se origina en la propia rotación y revolución del planeta Tierra.” El 21 de marzo de 1970, el alcalde de San Francisco, Joseph Alioto, emitió la primera proclama; se realizaron varias celebraciones en esta ciudad y en Davis (California), California, con fiestas en las calles durante varios días. U Thant, secretario general de la ONU en esos momentos, apoyó la iniciativa global de McConnell para que se realizara anualmente este evento; así, el 26 de febrero de 1971, firmó una declaración para tal efecto.

### Día mundial del medio ambiente
El 15 de diciembre de 1972, la Asamblea General de la ONU, en la resolución número 2994 conseguida en el 27° periodo de sesiones,  designó el 5 de junio Día Mundial del Medio Ambiente, para conmemorar la inauguración de la Conferencia de Estocolmo sobre el Medio Humano, concientizando a la opinión pública de la necesidad de mejorar y preservar el medio ambiente.
El Día Mundial del Medio Ambiente se conmemora todos los años en más de 100 países. Es motivo de inspiración para actividades políticas y comunitarias conducidas a renovar su compromiso con la protección del medio ambiente.
Las actividades tienen como finalidad sensibilizar las situaciones ambientales, propiciando que los individuos sean elementos activos de un desarrollo sostenible, sustentable y equitativo con la finalidad de que la humanidad asegure un futuro más próspero, valiéndose para ello de actividades muy diversas que van desde desfiles callejeros, paseos en bicicleta, conciertos ecológicos, plantación de árboles, campañas de reciclado y limpieza, pasando por seminarios, mesas redondas, llegando hasta la firma o ratificación de convenios internacionales.
Los detalles sobre las actividades previstas para conmemorar este día se publican, y se notifica qué es lo que hicieron en todo el mundo para celebrarlo.
Los más importantes actos de conmemoración del Día Mundial del Medio Ambiente tienen verificativo en la ciudad de Shenzhen, perteneciente a la República Popular China.

## Manifestaciones durante el Día de la Tierra
Durante las celebraciones del vigésimo aniversario del Día de la Tierra en 1990, mucha gente manifestó su compromiso de promover la armonía entre la naturaleza y la tierra.
- En Francia, los participantes formaron una cadena humana a lo largo del Río Loira, alcanzando unos 800 km de longitud, con el propósito de honrar uno de los últimos ríos limpios de Europa.
- En Asia, montañistas chinos, soviéticos y estadounidenses formaron un equipo para recolectar basura dejada en el Monte Everest por anteriores expediciones, reuniendo más de dos toneladas.
- Unas cinco mil personas en Italia bloquearon carreteras, como protesta por la contaminación producida por los automóviles.
- En Haití se declaró oficialmente al Día de la Tierra como un feriado nacional.
- Alrededor de 10 000 estudiantes participaron en una campaña de limpieza en Jordania.
- Cerca de 35 000 ambientalistas japoneses se reunieron en la Isla de los Sueños, (una isla artificial, ubicada en la Bahía de Tokio, construida con basura) con el propósito de establecer un centro de reciclaje temporal.

## Temas
- 2009: La Generación verde, (The Green Generation)[23]
- 2010: La Madre Tierra - Nuestro único hogar esta bajo presión, (Mother Earth - Our Only Home - Is Under Pressure)[24]
- 2011: Limpiemos el aire, (Clear the air)[25][26]
- 2012: Movilizar la Tierra, (Mobilize the Earth)[27]
- 2013: Las caras del cambio climático, (Faces of Climate Change)[28]
- 2014: Ciudades verdes, (Green Cities)[29]
- 2015: Es nuestro turno de liderar, (Water Wonderful World[25][30] - It’s Our Turn to Lead[31])
- 2016: Los árboles para la Tierra, (Trees for the Earth)[32]
- 2017: Alfabetización ambiental y climática, (Environmental and climate literacy)[33]
- 2018: Acabar con la polucion con plástico,  (End Plastic Pollution)[34]
- 2019: Proteger nuestras especies, (Protect Our Species)[26][35]
- 2020: Acción climática, (Climate Action)[36]
- 2021: Restaurar nuestra Tierra[37]
- 2022: Invierte en nuestro planeta, (Invest in Our Planet)[38]
- 2023: Invierte en nuestro planeta, (Invest in Our Planet)[39][40]

### Ciudades Verdes
Índice de Ciudades Verdes de América Latina: se trata de una evaluación comparativa del impacto ecológico de las principales ciudades de América Latina, según la División de Población de las Naciones Unidas, Latinoamérica es la región en vías de desarrollo más urbanizada del mundo, se maneja un porcentaje del 81% de la población viviendo en zonas urbanas.
Así se justifican las preocupaciones como la congestión de tráfico, políticas de uso de la tierra, disposición de desechos y calidad del aire. Este proyecto de investigación es independiente, realizado por la Economist Intelligence Unit y patrocinado por Siemens.
El reporte está dividido en cinco partes metodológicas; hace, además,  un análisis profundo de Curitiba como ciudad líder en el tema. Se examinan los hallazgos respecto a las ocho categorías individuales del Índice: energía y CO2, uso de la tierra y edificios, transporte, desechos, agua, saneamiento, calidad del aire y gobernanza medioambiental.
En México se incluyeron cuatro ciudades de las cuales las mejores calificadas fueron: Ciudad de México y Puebla, destacando a esta por llevar a cabo un “proyecto ejemplar” llamado Monedero Ecológico por encima de Monterrey y Guadalajara.

## Himno a la Tierra
Escrito por Abhay K , poeta y diplomático de la India Abhay K. escribió un Himno a la Tierra-
| Himno a la Tierra Por Abhay K. Nuestro oasis cósmico, cósmica perla azul el planeta más hermoso del universo todos los continentes y los océanos del mundo somos unidos como la flora y la fauna somos unidos como las especie de una tierra negro, marrón, blanco, colores diferentes somos humanos, la tierra es nuestra casa. Nuestro oasis cósmico, cósmica perla azul el planeta más hermoso del universo todas las personas y las naciones del mundo todos para uno y uno para todos, Juntos desplegamos la bandera de mármol azul negro, marrón, blanco, colores diferentes somos humanos, la tierra es nuestra casa.—"Earth Anthem" por Abhay K |